# Malaqueijo
Malaqueijo ist ein Ort und eine ehemalige Gemeinde (Freguesia) im portugiesischen Kreis Rio Maior. Die Gemeinde hatte 437 Einwohner (Stand 30. Juni 2011).
Am 29. September 2013 wurden die Gemeinden Malaqueijo und Azambujeira zur neuen Gemeinde União das Freguesias de Azambujeira e Malaqueijo zusammengeschlossen.